# Tensift (flod)
Oued Tensift eller Oued Tansift (Centralatlas-Tamazight: ⴰⵙⵉⴼ ⵏ ⵜⴰⵏⵙⵉⴼⵜ Asif n Tansift; arabisk تانسيفت) er en vigtig flod i det sydvestlige Marokko med en længde (inklusive hovedvandene) på 260 km om foråret og kun 100 km om sommeren og efteråret. Variationen i længden af Oued Tensift skyldes sæsonforskelle og vinterens nedbør.

## Flodens løb
Kilderne til Oued Tensift ligger i Høje Atlas i et øde område omkring 25 km nordvest for Telouet. Den løber mod nord, og fra Marrakesh i vestlig retning gennem Haouz-sletten, hvor den, som følge af vandnedgang pga. kunstvanding, kun fører vand efter kraftig eller langvarig nedbør. Den løber ud i Atlanterhavet omkring 33 km syd for Safi nær byen Souira Kedima. Forskellige kilder angiver afvandingsområdet til mellem 20.800 og 18.500 km².
Mellem 20. og 30. november 2014 forårsagede ekstrem nedbør oversvømmelser i hele flodens afvandingsområde. Ved Talmest-måleren var der en udledning på 3.500 m³/s. Dette er næsten tre gange den tidligere maksimale udstrømning på 1.275 m³/s i november 1987 på denne station.
Oued Tensift bruges primært til vanding af landbrugsjord på Haouz-sletten.

## Bifloder
- Oued Larh
- Oued R`dat
- Oued Bou Ar Rous
- Oued Ourika (med bifloder Oued Zat og Oued Gadji)
- Oued Issil
- Oued Rheraya
- Oued Nfiss (fransk: N'Fiss ; biflod Oued Anougal)
- Oued Wadaker (når normalt ikke Tesift)
- Oued El Hallouf
- Oued Assif El Mal
- Oued Jmala
- Oued Chichaoua (med kildefloderne Oued Imin Tanoute og Oued Seksaoua)

## Canal de Rocade
Via Canal de Rocade, som var færdigbygget i begyndelsen af 1970'erne, ledes en del af vandet fra Oued Tassaout, som har sit udspring i Høje Atlas, ind i Oued Nfiss og dermed i sidste ende til Oued Tensift.

## Reservoirer
Selve Oued Tensift ikke blevet opdæmmet på grund af det sandede og for det meste flade terræn, den løber igennem. Oued Nfiss, den vigtigste biflod til Oued Tensift, har to reservoirer:
- Barrage Lalla Takerkoust (ca. 40 km syd for Marrakech)
- Barrage Yacoub El Mansour (ca. 60 km syd for Marrakech nær Ouirgane)

## Seværdigheder
Ved byen Souira Kedima på Atlanterhavskysten tårner murene sig fra Castelo Aguz fæstning, fra det tidlige 16. århundrede, sig op. Den blev bygget i det 19. århundrede af portugiserne for at sikre søvejen til Indien. Et par kilometer syd og over floddalen ligger ruinerne af Kasbah Hamidouch, bygget af Mulai Ismail.